# Pakketbootstijl

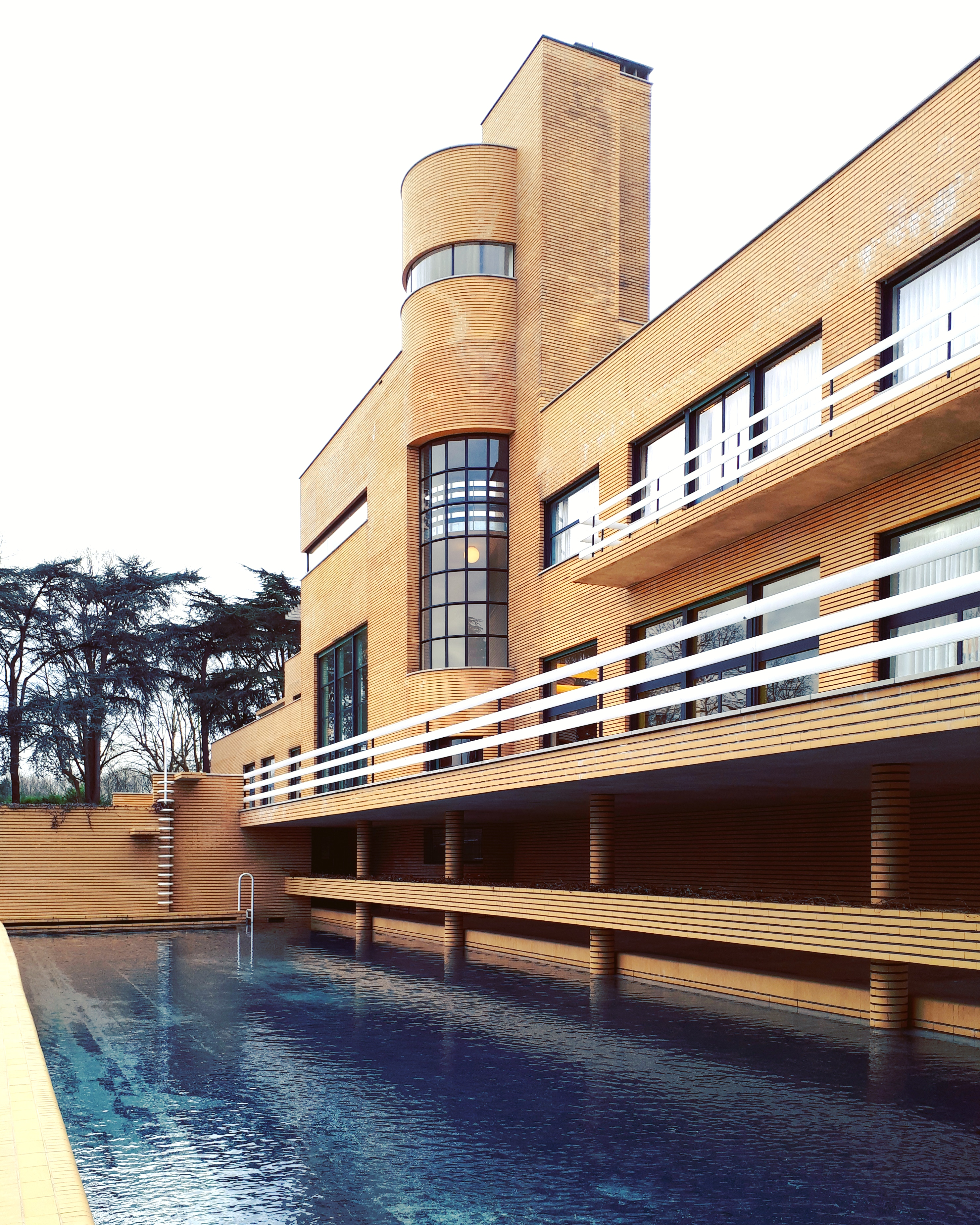
Villa Cavrois, ontworpen door de Franse architect Robert Mallet-Stevens

De pakketbootstijl is een modernistische architectuurstijl uit het interbellum, en meer specifiek uit de jaren 1930. Deze stijl greep terug naar de gestroomlijnde esthetiek van pakketboten, die in de eerste helft van de twintigste eeuw hun bloeitijdperk beleefden. Kenmerkend voor de pakketbootstijl zijn onder andere:
- afgeronde of boegvormige volumes
- patrijspoorten
- vlaggenmasten
- relingen

## Voorbeeld
- Flageygebouw